# Tartu kontrakt
Tartu kontrakt (estniska: Tartu praostkond) är ett kontrakt inom den Estniska evangelisk-lutherska kyrkan.

## Församlingar
- Alatskivi församling
- Avinurme församling
- Jõgeva församling
- Kambja församling
- Kodavere församling
- Kursi församling
- Laiuse församling
- Lohusuu församling
- Maarja-Magdaleena församling
- Mustvee församling
- Palamuse församling
- Tartu finska församling
- Tartu Maria församling
- Tartu Paulus församling
- Tartu Peters församling
- Tartu universitet-Johannes församling
- Torma församling
- Vara församling
- Võnnu församling
- Äksi församling